# إميري بي. ديني
إميري بي. ديني (بالإنجليزية: Emery B. Denny)‏ هو محامي وقاضي أمريكي، ولد في 23 نوفمبر 1892، وتوفي في 24 أبريل 1973.